# Paul McGrath
Paul McGrath (Ealing, Londres, 4 de diciembre de 1959) es un exfutbolista internacional irlandés. Jugaba de defensa central y la mayor parte de su carrera futbolística la desempeñó en el Manchester United y el Aston Villa. Como internacional irlandés disputó una Eurocopa y dos Mundiales.

## Biografía
McGrath es hijo de madre irlandesa y padre nigeriano. Según Donald McRae, el padre de McGrath desapareció poco después de su concepción. Su madre, Betty McGrath, había dado en adopción a Paul cuando éste tenía cuatro semanas de edad. Aterrados de que su padre averiguase que había quedado embarazada en una relación interracial, la madre de Paul viajó en secreto a Londres para tener a su hijo, quien fue considerado ilegítimo.
Aunque la madre de McGrath le siguió la pista, Paul Nwobilo, como se conocía entonces, pasó por varios orfanatos en Dublín.

## Trayectoria

### Inicios
McGrath, comenzó como colegial en el Pearse Rovers y en el equipo juvenil del Dalkey United. En este último atrajo la atención del ojeador del Manchester United, Billy Behan. McGrath trabajó brevemente como aprendiz de trabajador de chapa y como guardia de seguridad en Dublín antes de convertirse en futbolista profesional con el St Patrick's Athletic F.C. en 1981. Hizo su debut en un partido de Copa de la Liga contra el Shamrock Rovers, en Richmond Park. El joven defensa sobresalió en el St Pat's, ganándose el apodo de "La Perla Negra de Inchicore", logrando el título de Jugador del Año por la PFAI (Professional Footballers' Association of Ireland) en su primera y única temporada. Marcó 4 goles en un total de 31 partidos con el St Pat's.

### Manchester United
McGrath fue fichado por el Manchester United, entonces dirigido por Ron Atkinson, en 1982. Su único título con los red devils fue la FA Cup de 1985, donde derrotó al Everton por 1-0. McGrath fue nombrado Hombre del Partido (choque recordado por la expulsión de Kevin Moran - el primer jugador en ser expulsado en una final de la FA Cup - y donde Norman Whiteside anotó el único tanto del encuentro).
En sus primeros años en el Manchester United fue utilizado como mediocentro defensivo, pero retrasaría su posición a defensa central ya en Old Trafford. McGrath se basó principalmente en el ritmo, fuerza y su habilidad para leer el juego. Ben Dyson cita: "El defender es considerado el diablo del fútbol, pero McGrath lo hacía una obra de arte".
A menudo considerado como uno de los mejores defensores en los partidos, McGrath tuvo varias lesiones de rodilla que le impidieron ser una fijo en la nueva era iniciada en el United por Alex Ferguson. Precisamente, McGrath y Ferguson tuvieron una turbulenta relación debido a la adicción al alcohol de McGrath y sus problemas físicos. Debido a ello, el United llegó a ofrecerle un paquete de jubilación de 100.000 libras esterlinas como homenaje. McGrath se negó y Ferguson comenzó a informar a los clubes de su condición de transferible. Aunque el exentrenador de McGrath, Atkinson, hizo una oferta con el Sheffield Wednesday, fue el Aston Villa FC quien finalmente fichó a McGrath en 1989.

### Aston Villa
En Villa Park, McGrath alcanzó su mejor momento como futbolista pese a los problemas en sus rodillas. El Villa estuvo cerca de ganar el título en la primera campaña de McGrath (1989-90), pero acabó segundo tras el Liverpool FC. La siguiente temporada del Villa fue especialmente dura, ya que los villanos lo pasaron muy mal para mantener la categoría, una sombra de lo que ocurrió la anterior con Graham Taylor, que había dejado el banquillo del Aston Villa para convertirse en seleccionador de Inglaterra. Atkinson entonces se hizo cargo del Villa y de nuevo terminó como subcampeón en la campaña 1992-93, sólo superado por el Manchester United. McGrath ganó el PFA Jugador del Año al término de esa temporada, y ganó su primer título con el Aston Villa en 1994, derrotando al Manchester United en la final de la Copa de la Liga. En aquella final, McGrath compartía equipo con tres irlandeses más que le acompañarían unos meses después al Mundial de EE. UU. '94: Steve Staunton, Ray Houghton y Andy Townsend.
McGrath abandonó el Aston Villa en 1996, considerado uno de los más grandes jugadores de la historia del Villa. Se retiró del fútbol en 1998, después de períodos muy breves con Derby County y Sheffield United. En el Derby, McGrath ayudó a conseguir el puesto 12.º en su primera temporada con los Rams en Premier League, y terminó su carrera jugando en el Sheffield United, guiando al equipo rojiblanco a las semifinales de la FA Cup.
Durante muchos años sufrió de alcoholismo y se perdió varios partidos por ello. En una entrevista con FourFourTwo, McGrath admitió haber jugado al fútbol bajo la influencia del alcohol. Su habituales problemas de rodilla provocaron que tuviese que ser operado en ocho ocasiones durante su carrera. La autobiografía de Paul McGrath, Back from the Brink ("Vuelta del abismo", en español), coescrito con el periodista Vincent Hogan, fue el libro deportivo irlandés más exitoso de todos los tiempos. Tras su retirada se asentó en Monageer, Condado de Wexford.

## Selección nacional
McGrath fue convocado por primera vez con la selección de Irlanda en un partido contra Italia en 1985. Durante su etapa como jugador internacional irlandés, fue considerado como el mejor y más influyente jugador que el equipo nacional del trébol tenía en esos momentos. Fue un total de 83 veces internacional (el 7.º que más partidos ha disputado), anotando 8 goles.
McGrath fue una pieza importante del progreso del equipo nacional de Irlanda de finales de la década de 1980 y principios de los 1990. Durante la primera parte de la era de Jack Charlton, McGrath se situó en el centro del mediocampo, debido a la riqueza de talento que había en la defensa de Irlanda. La victoria sobre Inglaterra en la Euro 1988 fue considerada por algunos como la mayor sorpresa del torneo.
En 1990, Irlanda se clasificó para su primera Copa Mundial de la FIFA en Italia y llegó a los cuartos de final, perdiendo el partido en Roma frente a Italia por 1-0, con McGrath siempre presente en todas las alineaciones (5 partidos, jugó 480 minutos). Fue el capitán del equipo en cuatro ocasiones en 1992 tras la retirada de Mick McCarthy, e ignoró una lesión de hombro para jugar en la Copa Mundial de 1994.
Irlanda tuvo que hacer frente a los favoritos Italia en el primer partido, pero vence contra todo pronóstico gracias a un soberbio gol de Ray Houghton. En aquel partido, McGrath anuló a Roberto Baggio con un férreo marcaje. La selección del trébol pasó a octavos de final, donde cayó frente a Países Bajos por 2-0. El Mundial de Estados Unidos fue el último gran torneo a nivel de selecciones para Paul McGrath.

### Participaciones en Copas del Mundo
| Mundial                        | Sede           | Resultado        |
| ------------------------------ | -------------- | ---------------- |
| Copa Mundial de Fútbol de 1990 | Italia         | Cuartos de final |
| Copa Mundial de Fútbol de 1994 | Estados Unidos | Octavos de final |

### Participaciones en Eurocopas
| Eurocopa      | Selección | Resultado    | Partidos |
| ------------- | --------- | ------------ | -------- |
| Eurocopa 1988 | Irlanda   | Primera fase | 3        |

## Clubes
| Club                  | País       | Año       |
| --------------------- | ---------- | --------- |
| St Patrick's Athletic | Irlanda    | 1981-1982 |
| Manchester United     | Inglaterra | 1982-1989 |
| Aston Villa           | Inglaterra | 1989-1996 |
| Derby County          | Inglaterra | 1996-1997 |
| Sheffield United      | Inglaterra | 1997-1998 |

## Palmarés

### Manchester United
- FA Cup: 1985

### Aston Villa
- League Cup: 1994, 1996

### Individual
- Premio PFA al Jugador del Año: 1993